# Czesław Partacz
Czesław Partacz (ur. 1952) – polski historyk specjalizujący się w historii najnowszej, działacz kresowy.

## Życiorys
Ukończył studia na Uniwersytecie im. Adama Mickiewicza w Poznaniu. Rozprawę doktorską pt. Od Badeniego do Potockiego. Stosunki polsko-ukraińskie w Galicji w latach 1888-1908, obronił na Uniwersytecie im. Adama Mickiewicza w Instytucie Historii Wydziału Historycznego w roku 1989 (promotor: Antoni Czubiński).
W 2002 roku otrzymał stopień doktora habilitowanego na podstawie dorobku naukowego i rozprawy pt. Kwestia ukraińska w polityce polskiego rządu na uchodźstwie i jego ekspozytur w kraju (1939-1945).
W 1981 roku rozpoczął badania historii Polski i Ukrainy oraz stosunków polsko-ukraińskich. Został zatrudniony na stanowisku profesora nadzwyczajnego w Instytucie Polityki Społecznej i Stosunków Międzynarodowych Politechniki Koszalińskiej, w zakładzie Stosunków Międzynarodowych.
Został członkiem Zachodniopomorskiego Społecznego Komitetu Poparcia Jarosława Kaczyńskiego w przedterminowych wyborach prezydenckich w 2010.
W 2018 roku wszedł w skład Społecznego Komitetu Obchodów Narodowego Dnia Pamięci Ofiar Ludobójstwa Polaków na Kresach Wschodnich, a w 2022 roku w skład Społecznego Komitetu Budowy Pomnika „Rzeź Wołyńska” w Domostawie. 

## Wybrane publikacje
- Od Badeniego do Potockiego. Stosunki Polsko-Ukraińskie w Galicji w latach 1888-1908, stron 280, ISBN 83-7174-945-7
- Polska wobec ukraińskich dążeń niepodległościowych w czasie II wojny światowej, stron 410, ISBN 83-918710-2-9
- Zbrodnie nacjonalistów ukraińskich na Polakach w latach 1939-1945. Ludobójstwo niepotępione (wspólnie z Lucyną Kulińską), ISBN 978-83-11-13980-0
- Wojna polsko-ukraińska 1918-1919. Działania bojowe, aspekty polityczne, kalendarium (wspólnie z Grzegorzem Łukomskim i Bogusławem Polakiem, ISBN 83-86123-00-1
- Kwestia ukraińska w polityce polskiego rządu na uchodźstwie i jego ekspozytur w kraju (1939-1945), Monografia Wydziału Ekonomii i Zarządzania / Politechnika Koszalińska, Koszalin 2001, ISSN 0239-7129 ; nr 83)
- Polska wobec ukraińskich dążeń niepodległościowych w czasie II wojny światowej (wspólnie z Krzysztofem Ładą), Toruń 2003, ISBN  83-89704-03-X

## Odznaczenia
- Krzyż Kawalerski Orderu Odrodzenia Polski – 2024[8]
- Złoty Krzyż Zasługi (2017)[9]
- Srebrny Krzyż Zasługi (1998)[10]
- Medal Polonia Mater Nostra Est – 2010